# Dassault Mirage 4000
Mirage 4000 er en fransk prototype på et militærfly, udviklet af Dassault. Flyet kom aldrig i produktion. Mirage 4000 skulle være en tomotoret Mirage 2000, men der var ingen kunder til sådan et fly.